# Lista de vereadores de Miguel Pereira
Esta é a lista de vereadores de Miguel Pereira, município brasileiro do estado do Rio de Janeiro.
A Câmara municipal de Miguel Pereira é formada por onze representantes.

## 17ª Legislatura (2021–2024)
Estes são os vereadores eleitos nas eleições de 15 de novembro de 2020, pelo período de 1° de janeiro de 2021 a 31 de dezembro de 2024:
| Mesa Diretora (2021-2022)             |                       |                        |                           |
| Nome                                  | Início do mandato     | Fim do mandato         | Cargo                     |
| Eduardo Paulo Corrêa (PSC)            | 1º de janeiro de 2021 | 31 de dezembro de 2022 | Presidente da Câmara      |
| Vitor Batista Ralha de Afonseca (PSC) | 1º de janeiro de 2021 | 31 de dezembro de 2022 | Vice-presidente da Câmara |
| Cristiano Maia Arantes (Rep.)         | 1º de janeiro de 2021 | 31 de dezembro de 2022 | 1º Secretário             |
| Ivanilson Venâncio da Silva (Rep.)    | 1º de janeiro de 2021 | 31 de dezembro de 2022 | 2º Secretário             |

|    | Nome                                                                            | Partido                                         | Votos | %    | Observações |
| -- | ------------------------------------------------------------------------------- | ----------------------------------------------- | ----- | ---- | ----------- |
| 1  | Vitor Batista Ralha de Afonseca (Rio de Janeiro, 18.09.1982–)                   | Partido Social Cristão (PSC)                    | 988   | 6,06 | 2º mandato  |
| 2  | Cleber de Souza Ferreira, Cleber do Táxi (Miguel Pereira, 02.03.1972–)          | Partido Liberal (PL)                            | 624   | 3,83 | 2º mandato  |
| 3  | Ivanilson Venâncio da Silva, Sinhô Venâncio (Miguel Pereira, 22.07.1970–)       | REPUBLICANOS                                    | 593   | 3,64 | 2º mandato  |
| 4  | Evandro Carlos Cardoso Barreto, Evandro Taubinha (Miguel Pereira, 04.11.1976–)  | Partido Liberal (PL)                            | 584   | 3,58 | 1º mandato  |
| 5  | Anderson de Souza Sarpa Santos, Anderson Liberato (Miguel Pereira, 03.03.1978–) | Partido Renovador Trabalhista Brasileiro (PRTB) | 553   | 3,39 | 2º mandato  |
| 6  | Cristiano Maia Arantes, Kiki Família (Miguel Pereira, 02.07.1981–)              | REPUBLICANOS                                    | 535   | 3,28 | 2º mandato  |
| 7  | Eduardo Paulo Corrêa, Domi (2021-2022) (Miguel Pereira, 01.12.1949–)            | Partido Social Cristão (PSC)                    | 490   | 3,01 | 2º mandato  |
| 8  | José Roberto Mongi (Miguel Pereira, 23.09.1970–)                                | Progressistas (PP)                              | 411   | 2,52 | 1º mandato  |
| 9  | Mário Luís Pedroso das Neves (Miguel Pereira, 19.06.1969–)                      | Partido Renovador Trabalhista Brasileiro (PRTB) | 380   | 2,33 | 1º mandato  |
| 10 | Marcos Eli Malho, Marquinho Gordo (Miguel Pereira, 12.07.1968–)                 | Progressistas (PP)                              | 327   | 2,01 | 2º mandato  |
| 11 | Mauro Celso Pereira dos Santos, Maurinho (Miguel Pereira, 02.11.1979–)          | Partido Social Cristão (PSC)                    | 282   | 1,73 | 1º mandato  |

## 16ª Legislatura (2017–2020)
Estes são os vereadores eleitos nas eleições de 2 de outubro de 2016, pelo período de 1° de janeiro de 2017 a 31 de dezembro de 2020:
|    | Nome                                                                              | Partido                                            | Votos | %    | Observações |
| -- | --------------------------------------------------------------------------------- | -------------------------------------------------- | ----- | ---- | ----------- |
| 1  | Cleber de Souza Ferreira, Cleber do Táxi (Miguel Pereira, 02.03.1972–)            | Partido Humanista da Solidariedade (PHS)           | 713   | 4,07 | 1º mandato  |
| 2  | Ivanilson Venâncio da Silva, Sinhô Venâncio (Miguel Pereira, 22.07.1970–)         | Partido Trabalhista Brasileiro (PTB)               | 637   | 3,64 | 1º mandato  |
| 3  | Albino Gonçalves Portella Junior (Miguel Pereira, 08.09.1958–)                    | Partido Progressista (PP)                          | 522   | 2,98 | 1º mandato  |
| 4  | Cristiano Maia Arantes, Kiki Família (Miguel Pereira, 02.07.1981–)                | Partido Trabalhista Brasileiro (PTB)               | 450   | 2,57 | 1º mandato  |
| 5  | Wania Santos da Silva Cardoso, Wania de Conrado (Miguel Pereira, 20.03.1959–)     | Partido Humanista da Solidariedade (PHS)           | 380   | 2,17 | 1º mandato  |
| 6  | Eduardo Paulo Corrêa, Domi (2017-2020) (Miguel Pereira, 01.12.1949–)              | Partido da República (PR)                          | 370   | 2,11 | 1º mandato  |
| 7  | Marcos Eli Malho, Marquinho Gordo (Miguel Pereira, 12.07.1968–)                   | Partido Progressista (PP)                          | 357   | 2,04 | 1º mandato  |
| 8  | Vitor Ralha Batista de Afonseca (Miguel Pereira, 18.09.1982–)                     | Partido da República (PR)                          | 337   | 1,93 | 1º mandato  |
| 9  | Anderson de Souza Sarpa Santos, Anderson Liberato (Miguel Pereira, 03.03.1978–)   | Partido do Movimento Democrático Brasileiro (PMDB) | 318   | 1,82 | 1º mandato  |
| 10 | Edmundo Roberto Assunção do Amaral, Roberto Pitanga (Miguel Pereira, 25.03.1943–) | Partido Social Democrático (PSD)                   | 316   | 1,81 | 1º mandato  |
| 11 | Romano Aurélio Lomelino da Silva (Miguel Pereira, 13.06.1980–)                    | Partido do Movimento Democrático Brasileiro (PMDB) | 309   | 1,77 | 1º mandato  |

## Legenda
| Cor  | Significado          |
| Bege | Presidente da Câmara |
| Azul | Suplente             |